# Walter Buschhoff
Walter Buschhoff, auch Walter Buschoff (* 8. Juli 1923 in Worms; † 7. Dezember 2010 in München), war ein deutscher Schauspieler.

## Leben
Nach dem Abitur begann er ein Medizinstudium, das er wegen der Kriegswirren nicht beenden konnte. Ohne Schauspielausbildung begann er seine Bühnenkarriere 1945 in Baden bei Wien. 1950 erhielt er ein Engagement am Staatstheater Oldenburg, danach arbeitete er als fester Freier am Stadttheater Lüneburg, an der Freien Volksbühne Berlin und an den Städtischen Bühnen Frankfurt. Von 1953 bis 1963 gehörte er zum Ensemble der Münchner Kammerspiele. In den folgenden Jahren bildete die Arbeit vor der Kamera den Schwerpunkt seiner Tätigkeit.
Buschhoff hat in über 150 Film- und Fernsehproduktionen mitgewirkt, darunter beispielsweise Ein Mann will nach oben (1978), Ein Fall für Zwei (zwischen 1982 und 1990), Die Wiesingers (1984), Eurocops (1989), Das Erbe der Guldenburgs (1990), Ein Heim für Tiere (1991), Die Männer vom K3 (1992) sowie Sylter Geschichten (1993). Eine der Hauptrollen spielte er von 1981 bis 1984 in der vom Südwestfunk produzierten 20-teiligen Serie Goldene Zeiten – Bittere Zeiten, die den Untertitel Die Geschichte einer Bürgersfamilie trägt. 1987 spielte er in der sechsteiligen Mysteryserie Die Insel neben Christian Kohlund die Rolle des Wunderheilers Dr. Wabra. Seinen größten Erfolg feierte der Schauspieler mit seiner Verkörperung des Vinzenz Bieler in der ZDF-Familienserie Forsthaus Falkenau (1989 bis 2006). An der Seite von Bruni Löbel spielte Buschhoff von der ersten bis zur 17. Staffel in 222 Folgen den pensionierten Förster Bieler, der im Forsthaus von Küblach immer mit einem guten Rat aufwarten konnte. In der Fernsehserie Büro, Büro, Regie Reinhard Schwabenitzky, verkörperte Buschhoff in 19 Folgen von 1990 bis 1991 den Direktor Brömmelkamm.
Zu den Kinofilmen des Künstlers zählen unter anderem die Heimatfilm-Komödie IA in Oberbayern von 1956, Buschhoffs Filmdebüt, das historische Drama nach Carl Zuckmayer Der Schinderhannes, das 1958 unter der Regie von Helmut Käutner entstand, die Komödie Kein Mann zum Heiraten (1959) von Hans Deppe, sowie Bernhard Wickis Literaturverfilmung Das Wunder des Malachias von 1961. Neben Nicoletta Machiavelli spielte Buschhoff 1969 in dem Filmdrama
Scarabea – Wieviel Erde braucht der Mensch?, Hans-Jürgen Syberbergs auf einer Novelle von Leo Tolstoi  beruhender erster Regiearbeit, die Hauptrolle. Des Weiteren wirkte er 1986 in dem Familien-Fantasyfilm Abenteuer im Spielzeugland mit, in dem Drew Barrymore eine der Hauptrollen innehatte.
Buschhoff war mit der Schauspielerin Maria Körber verheiratet. Aus dieser Ehe ging ein Sohn hervor. 1992 heiratete er erneut. Der im 88. Lebensjahr verstorbene Schauspieler wurde auf dem Friedhof Sonnenberg in Wiesbaden bestattet.

## Auszeichnungen
- Für seine herausragende schauspielerische Leistung in dem Filmdrama Die endlose Nacht erhielt Walter Buschhoff 1964 den Ernst-Lubitsch-Preis.
- 1969 wurde er für seine Leistung in der Literaturverfilmung Scarabea – Wieviel Erde braucht der Mensch mit dem Bundesfilmpreis ausgezeichnet.

## Filmografie (Auswahl)

### Kinofilme
- 1956: IA in Oberbayern
- 1956: Heiße Ernte
- 1957: Zwei Bayern im Harem
- 1957: Vater, unser bestes Stück
- 1958: Der Schinderhannes
- 1959: 2 x Adam, 1 x Eva
- 1959: Kein Mann zum Heiraten
- 1961: Das Wunder des Malachias
- 1961: Das Leben beginnt um acht
- 1962: Dicke Luft
- 1963: Die endlose Nacht
- 1965: Das Haus in der Karpfengasse
- 1965: Die schwedische Jungfrau
- 1965: Das Liebeskarussell
- 1966: Die Liebesquelle
- 1966: Grieche sucht Griechin
- 1969: Scarabea – Wieviel Erde braucht der Mensch?
- 1969: Die tolldreisten Geschichten – nach Honoré de Balzac
- 1969: Hilfe, ich liebe Zwillinge!
- 1970: Das Stundenhotel von St. Pauli
- 1970: Heintje – Mein bester Freund
- 1970: Der Pfarrer von St. Pauli
- 1971: Der plötzliche Reichtum der armen Leute von Kombach
- 1971: Das haut den stärksten Zwilling um
- 1971: Ein Wintermärchen
- 1972: Blutiger Freitag
- 1972: Der Stoff aus dem die Träume sind
- 1976: Anita Drögemöller und die Ruhe an der Ruhr
- 1976: Das Schweigen im Walde
- 1986: Didi auf vollen Touren
- 1986: Abenteuer im Spielzeugland (Babes in Toyland)
- 1988: Didi – Der Experte
- 1995: Rennschwein Rudi Rüssel

### Fernsehfilme- und Serien/Reihen
- 1958: Eine Geschichte aus Soho – Der Dank der Unterwelt
- 1959: Johanna aus Lothringen
- 1959: Das große Messer
- 1960: Ein Weihnachtslied in Prosa oder Eine Geistergeschichte zum Christfest
- 1961: Johnny Belinda
- 1961: Schritte in der Nacht
- 1961: Eine Geschichte aus Soho – Nerz ist in der kleinsten Hütte (Fernsehserie)
- 1962: Affäre Blum
- 1963: Die Grotte
- 1964: Der trojanische Krieg findet nicht statt
- 1964: Die Verbrecher
- 1965: Doktor Murkes gesammelte Nachrufe
- 1966: Portrait eines Helden
- 1967: Bericht eines Feiglings
- 1967: Zuchthaus
- 1968: Graf Öderland
- 1969: Ende eines Leichtgewichts
- 1969: Weh’ dem, der erbt
- 1970: Keiner erbt für sich allein
- 1972: Der Lift
- 1972: Pinocchio (Le avventure di Pinocchio) (Fernseh-Miniserie)
- 1973: Tatort: Jagdrevier
- 1971–73: Die Abenteuer des Monsieur Vidocq (Les Nouvelles Aventures de Vidocq)(13 Folgen)
- 1974: Okay S.I.R. (Folge Der Tizianclub)
- 1974: Der Kommissar (Folge Sein letzter Coup)
- 1974: Graf Yoster gibt sich die Ehre (Folge Zu viele Geständnisse)
- 1975: Der Stechlin (Dreiteiler)
- 1978: Ein Mann will nach oben (12 Folgen)
- 1980: Die Geheimnisse von Paris (Les Mystères de Paris) (2 Folgen)
- 1981–1985: Goldene Zeiten – Bittere Zeiten (17 Folgen)
- 1982: Ein Fall für zwei: Tollwut, genannt als Walter Bischhoff
- 1984: Die Wiesingers (1 Folge)
- 1985: Die Unbekannten im eigenen Haus
- 1986: Ein Fall für zwei: Todestag
- 1986–1994: Hessische Geschichten (4 Folgen)
- 1986–1992: SOKO 5113 (4 Folgen)
- 1987: Tatort: Pension Tosca oder Die Sterne lügen nicht
- 1987: Stahlkammer Zürich (S1/E03 Ein schlechtes Gewissen von 1000 Karat)
- 1987: Ein Unding der Liebe (2. Teil)
- 1987–1992: Mit Leib und Seele (2 Folgen)
- 1987: Die Insel (6 Folgen)
- 1988–1990: Büro, Büro (19 Folgen)
- 1989: Eurocops (Folge Zahltag bei Nacht)
- 1989: Pfarrerin Lenau (Folge Was Gott zusammenfügt)
- 1989–2006: Forsthaus Falkenau (222 Folgen)
- 1990: Das Erbe der Guldenburgs
- 1990: Moselbrück (Folge Zwischen den Stühlen)
- 1990: Ein Fall für zwei – Roter Freitag
- 1990: Ein Heim für Tiere (Folge Wenn Hunde reden könnten)
- 1991: Die Erbschaft (Fernsehfilm)
- 1992: Die Männer vom K3 (Folge Halali für einen Jagdfreund)
- 1992: Regina auf den Stufen (3 Folgen)
- 1993: Mit Leib und Seele (2 Folgen)
- 1993: Zwei Halbe sind noch lange kein Ganzes (4 Folgen)
- 1993: Wer zweimal lügt
- 1993: Sylter Geschichten
- 1994: Der Havelkaiser (Folge Stapellauf)
- 1995: Alle meine Töchter (Folge Der Skandal – Erster Teil)
- 1995 Nicht von schlechten Eltern (Staffel 2, 1Folge)
- 1995, 1996: Für alle Fälle Stefanie (2 Folgen)
- 1997: Frauenarzt Dr. Markus Merthin (Folge Glaube, Liebe – Hoffnung?)
- 1998: Die Straßen von Berlin (Folge Blutige Beute)
- 2000: Eine Liebe auf Mallorca 2

## Theater (Auswahl)
- 1950: Per Schwenzen: Karthagische Komödie (General) – Regie: Ernst Karchow (Theater am Kurfürstendamm)
- Kammerspiele München
- Staatstheater Oldenburg
- Volksbühne Berlin